# Bildungsregion Südniedersachsen
Die Bildungsregion Südniedersachsen ist eine staatlich-kommunale Verantwortungsgemeinschaft von Kommunen und bildungsnahen Institutionen in Südniedersachsen. Der Bildungsregion Südniedersachsen e.V. ging 2017 aus dem Regionalverband Südniedersachsen e.V. hervor, der 1993 von Kommunen, Unternehmen und Verbänden Südniedersachsens gegründet wurde. Zum 1. Januar 2022 wurde der Verein aufgelöst und die Bildungsregion Südniedersachsen in die SüdniedersachsenStiftung integriert.
Zu den Aufgaben zählen die Verbesserung von Koordination, Kooperation und Kommunikation in Bildungsbereich in der Region Südniedersachsen.

## Mitglieder und Organisation
Die Bildungsregion Südniedersachsen ist ein Zusammenschluss der Landkreise Northeim und Göttingen, der Stadt Göttingen und dem Land Niedersachsen. Weiterhin engagieren sich fast alle Städte und Gemeinden in Südniedersachsen sowie weitere bildungsnahe Institutionen in der Bildungsregion Südniedersachsen. Alle diese Partner stellen Personal- und Finanzressourcen für die Arbeit des Bildungsbüros zur Verfügung.
Neben Mitgliederversammlung, Vorstand und Geschäftsführung sind ein Regionaler Bildungsbeirat und zwei Fachbeiräte zur Unterstützung der inhaltlichen Arbeit vorgesehen.
Der Vorstand setzt sich aus den unten stehenden Personen zusammen und tagt 3–4 mal jährlich.
- Vorstandsvorsitzender: Dezernent Marcel Riethig  (für den Landkreis Göttingen)
- Vorstandsmitglieder: Dezernentin Maria Schmidt (für die Stadt Göttingen), Dezernentin Uljana Klein (für den Landkreis Northeim), Bürgermeister Jens Meyer (für die Kommunen im Landkreis Northeim), Bürgermeister Mathias Eilers (für die Kommunen im Landkreis Göttingen), Dezernent Jan Eckhoff (für die Niedersächsische Landesschulbehörde)

Die Geschäftsführung des Vereins obliegt Anna Wucherpfennig. Die Studienrätin ist vom Land Niedersachsen an den Verein zugewiesen und ist seit dem 1. Februar 2017 mit der Führung der Geschäfte betraut.
Jährlich tagt die Mitgliederversammlung des Vereins um über die strategische sowie die finanzielle Ausrichtung der Bildungsregion Südniedersachsen e.V. zu entscheiden.

## Ziel der Bildungsregion
Ziel der Bildungsregion Südniedersachsen ist es, langfristig ein Bildungsmanagement für die Region zu implementieren. Eine hohe Qualität von Bildung sowie Bildungsgerechtigkeit sind die Leitgedanken in der Arbeit des Bildungsbüros.
Durch die strategisch ausgerichtete Arbeit der Bildungsregion Südniedersachsen werden gerechte, transparente und abgestimmte Bildungszugänge initiiert, barrierearme Übergänge modelliert und eine Verbesserung des Bildungsstandortes Südniedersachsen angestrebt.
Die Bildungsregion Südniedersachsen betreibt dazu verschiedene Initiativen und Projekte an den verschiedenen Übergängen von der Familie in die Kita, in die Grundschule, in die weiterführenden Schulen und in den Arbeits- und Ausbildungsmarkt.

## Bildungsregion Südniedersachsen in der SüdniedersachsenStiftung
Die Bildungsregion Südniedersachsen gestaltetinnerhalb der SüdniedersachsenStiftung gemeinsam mit allen Akteuren von der frühkindlichen Bildung bis in den Beruf Wege zu einer gelingenden Bildungsbiographie der Kinder, Jugendlichen und jungen Menschen.

### Aufgaben
- Entwicklungsprozesse identifizieren
- Abstimmungsprozesse anstoßen
- Handlungsoptionen für die Region entwickeln und
- Prozesse koordinieren und moderieren

### Methoden
Staatlich-kommunale Verantwortungsgemeinschaft für Bildung leben, Impulse institutionenübergreifend weitergeben und Synergien nutzen, Kommunikation und Transparenz zwischen den beteiligten Akteuren schaffen, Übergänge im Bildungssystem gestalten und optimieren, Mindeststandards gemeinsam mit den regionalen Akteuren definieren, Bildungsmonitoring durchführen, Netzwerk- oder Projektstrukturen aufbauen und die Region durch größtmögliche Partizipation beteiligen.

### Zielgruppen und Kooperationspartner
Zu den direkten Zielgruppen gehören Kommunen, Nds. Landesschulbehörde als Vertreterin des Landes Niedersachsen, Kitas, Horte und Ganztagsbetreuung mit ihren jeweiligen Trägern, Schulen und Hochschulen, Betriebe, Kammern, Agentur für Arbeit sowie alle weiteren im Bildungsbereich beteiligten Akteure.
Die indirekte Zielgruppe bilden Kinder, Jugendliche und junge Menschen.